# Johannes Vetter
Johannes Vetter (ur. 26 marca 1993 w Dreźnie) – niemiecki lekkoatleta specjalizujący się w rzucie oszczepem.
Dwunasty zawodnik mistrzostw Europy juniorów w Tallinnie (2011). W 2015 był czwarty na młodzieżowych mistrzostwach Europy oraz zajął 7. miejsce podczas mistrzostw świata w Pekinie. Brązowy medalista światowych wojskowych igrzysk sportowych z Mungyeong (2015). W 2016 zawodnik wziął udział w mistrzostwach Europy w Amsterdamie, lecz nie awansował do finału. Czwarty zawodnik igrzysk olimpijskich w Rio de Janeiro (2016). Rok później zdobył w Londynie tytuł mistrza świata. Dwa lata później sięgnął po brąz światowego czempionatu w Dosze. W 2021 zajął 9. miejsce podczas igrzysk olimpijskich w Tokio.
Medalista mistrzostw Niemiec i reprezentant kraju w pucharze Europy oraz drużynowych mistrzostwach Europy.
Rekord życiowy: 97,76 (6 września 2020, Chorzów, 11. Memoriał Kamili Skolimowskiej) – rekord Niemiec, drugi wynik w historii światowej lekkoatletyki.

## Osiągnięcia
| Rok  | Impreza                                 | Miejsce        | Lokata            | Wynik |
| ---- | --------------------------------------- | -------------- | ----------------- | ----- |
| 2011 | Mistrzostwa Europy juniorów             | Tallinn        | 12. miejsce       | 65,87 |
| 2014 | Zimowy puchar Europy w rzutach          | Leiria         | 5. miejsce        | 71,31 |
| 2015 | Superliga drużynowych mistrzostw Europy | Czeboksary     | 2. miejsce        | 78,97 |
| 2015 | Młodzieżowe mistrzostwa Europy          | Tallinn        | 4. miejsce        | 79,78 |
| 2015 | Mistrzostwa świata                      | Pekin          | 7. miejsce        | 83,79 |
| 2015 | Światowe wojskowe igrzyska sportowe     | Mungyeong      | 3. miejsce        | 77,37 |
| 2016 | Mistrzostwa Europy                      | Amsterdam      | el. – 16. miejsce | 79,98 |
| 2016 | Igrzyska olimpijskie                    | Rio de Janeiro | 4. miejsce        | 85,32 |
| 2017 | Mistrzostwa świata                      | Londyn         | 1. miejsce        | 89,89 |
| 2018 | Puchar Europy w rzutach                 | Leiria         | 1. miejsce        | 92,70 |
| 2018 | Mistrzostwa Europy                      | Berlin         | 5. miejsce        | 83,27 |
| 2019 | Mecz Europa – USA                       | Mińsk          | 1. miejsce        | 90,03 |
| 2019 | Mistrzostwa świata                      | Doha           | 3. miejsce        | 85,37 |
| 2021 | Puchar Europy w rzutach                 | Split          | 1. miejsce        | 91,12 |
| 2021 | Igrzyska olimpijskie                    | Tokio          | 9. miejsce        | 82,52 |